# Renfe
Renfe, también conocida como Grupo Renfe y legalmente denominada Renfe-Operadora, E. P. E., es la principal empresa de transporte ferroviario de pasajeros y mercancías de España. Es una entidad pública empresarial dependiente del Ministerio de Transportes constituida por cinco sociedades anónimas:
- Renfe Viajeros, dedicada al transporte de pasajeros.
- Renfe Mercancías, dedicada al transporte de mercancías.
- Renfe Ingeniería y Mantenimiento, dedicada a la fabricación y mantenimiento del material rodante.
- Renfe Alquiler de Material Ferroviario, dedicada al alquiler y la cesión del material propiedad de Renfe.
- Renfe Proyectos Internacionales, dedicada a gestionar la expansión de la compañía y avanzar en la consecución de proyectos en todo el mundo.

Es heredera de la antigua Red Nacional de los Ferrocarriles Españoles (RENFE), creada en 1941 y dividida el 1 de enero de 2005 (obligada por la Ley del Sector Ferroviario) en dos empresas: Renfe-Operadora y Adif. Renfe-Operadora pasó a operar el material rodante y los servicios ferroviarios, mientras que Adif pasó a administrar la infraestructura ferroviaria. Exactamente lo mismo sucedió con Ferrocarriles Españoles de Vía Estrecha (FEVE) el 1 de enero de 2013, Renfe-Operadora se quedó con los servicios de transporte por la red de ancho métrico mientras que la infraestructura pasó a ser administrada por Adif.

## Historia
La Red Nacional de los Ferrocarriles Españoles fue creada por la Ley de Bases de Ordenación Ferroviaria y de los Transportes por carretera de 24 de enero de 1941, nacionalizando y unificando las empresas privadas anteriormente existentes. Como parte de la política de creación de empresas públicas del Régimen.
El proceso de nacionalización y unificación que vivieron la mayor parte de redes de ferrocarril de Europa tras la II Guerra Mundial produjo unas compañías ferroviarias nacionales que hacían muy difícil la posibilidad de explotar trenes internacionales. La integración promulgada por la Unión Europea, que incluye el transporte libre de mercancías por toda la unión, inició el interés por modificar el sistema de funcionamiento de los ferrocarriles europeos permitiendo con normalidad la aparición de operadores transnacionales.
En 1991 se aprobó la Directiva 91/440/CEE, en la que se recoge la separación contable de los servicios y las infraestructuras en las redes ferroviarias nacionales europeas, similar a la existente en el transporte aéreo o por carretera. Esta separación permitiría a un operador transnacional circular por las redes de diferentes países en las mismas condiciones que la ferroviaria nacional, pagando las tasas correspondientes por el uso de la infraestructura.
Esta directiva y sus posteriores fueron transpuestas al ordenamiento jurídico español en la Ley 39/2003 del Sector Ferroviario, aprobada el 17 de noviembre de 2003. En esta ley se estableció que en el caso de España la separación contable se realizaría a través de la división completa en dos empresas diferentes. La división efectiva tuvo lugar el 1 de enero de 2005, cuando la RENFE fue extinguida como empresa y se crearon Adif, dedicada a la infraestructura, y Renfe, dedicada a la operación y el mantenimiento de los trenes.
Renfe absorbió de su predecesora RENFE todo el material rodante, los talleres de mantenimiento y el personal dedicado a operar los trenes y a su mantenimiento. Además de todo lo relacionado con la infraestructura, la venta de billetes en estaciones quedó también en manos de Adif.
En 2012 se realizó un proceso similar con la disolución de FEVE, la empresa estatal que gestionaba los ferrocarriles de vía estrecha. El 31 de diciembre se completó la subrogación, haciéndose Renfe con toda la explotación de los ferrocarriles de vía estrecha no autonómicos, y Adif con la infraestructura.
En 2013, el Ministerio de Fomento decidió segregar la actividad de la empresa en cuatro sociedades anónimas, por lo que desde entonces el negocio se gestiona indirectamente a través de dichas sociedades, siendo Renfe la propietaria y administradora de todas ellas. Conjuntamente, son conocidas como el «Grupo Renfe». Así, la comercialización de los productos enfocados a viajeros y dichos servicios son administrados a través de Renfe Viajeros, el transporte de mercancías a través de Renfe Mercancías, la fabricación y mantenimiento del material rodante se gestiona a través de Renfe Fabricación y Mantenimiento, mientras que el alquiler y la cesión del material propiedad de Renfe se comercializa a través de Renfe Alquiler de Material Ferroviario.
En 2024 se creó una quinta sociedad, Renfe Proyectos Internacionales, dedicada a gestionar la expansión de la compañía y avanzar en la consecución de proyectos en todo el Mundo.

### Presidentes
| Nombre                   | Inicio                 | Fin                    | Ministro                        |
| ------------------------ | ---------------------- | ---------------------- | ------------------------------- |
| José Salgueiro Carmona   | 1 de enero de 2005     | 14 de mayo de 2009     | Magdalena Álvarez Arza          |
| Teófilo Serrano Beltrán  | 14 de mayo de 2009     | 23 de enero de 2012    | José Blanco López               |
| Julio Gómez-Pomar        | 23 de enero de 2012    | 3 de octubre de 2014   | José Blanco López               |
| Pablo Vázquez Vega       | 3 de octubre de 2014   | 2 de diciembre de 2016 | Ana Pastor Julián               |
| Juan Alfaro Grande       | 2 de diciembre de 2016 | 30 de mayo de 2018     | Ana Pastor/Íñigo de la Serna    |
| Isaías Táboas Súarez     | 30 de mayo de 2018     | 21 de febrero de 2023  | José Luis Ábalos/Raquel Sánchez |
| Raül Blanco Díaz         | 21 de febrero de 2023  | 14 de enero de 2025    | Raquel Sánchez/Óscar Puente     |
| Álvaro Fernández Heredia | 14 de enero de 2025    |                        | Óscar Puente Santiago           |

## Estructura de la empresa
En un origen, la operadora ferroviaria heredó el modelo de gestión de las Unidades de Negocio (UN) de la antigua RENFE, haciéndose cargo de aquellas que puramente afectaban a la explotación de los servicios de transporte, es decir: Cercanías, Regionales, Grandes Líneas, Alta Velocidad, Mercancías y Mantenimiento Integral de Trenes. 
En enero de 2006, Renfe realizó una gran reestructuración interna, que redujo las áreas operativas a las siguientes cuatro:
- Dirección General de Servicios Públicos de Cercanías y Media Distancia
- Dirección General de Servicios de Larga Distancia
- Dirección General de Servicios de Mercancías y Logística
- Dirección General de Fabricación y Mantenimiento

En 2013 se dividió en cuatro sociedades anónimas que dependen de la matriz, que es la propietaria al 100% del capital de las sociedades:
- Renfe Viajeros.
- Renfe Mercancías.
- Renfe Fabricación y Mantenimiento.
- Renfe Alquiler de Material Ferroviario.

En 2024 se creó una quinta sociedad:
- Renfe Proyectos Internacionales

## Número de viajeros
Millones de viajeros
| Año  | Total Renfe | Diferencia | Total Larga Distancia | Diferencia | Total Media Distancia | Diferencia | MD AV (Avant) | Diferencia | MD Convencional | Diferencia | Cercanías | Diferencia |
| 1990 | 285,250     | %          | 16,498                | %          | 27,654                | %          | —             | %          | 27,654          | %          | 241,097   | %          |
| 1995 | 376,401     | + 31,95%   | 14,362                | - 12,95%   | 22,888                | - 17,23%   | 1,098         | —          | 21,790          | - 21,21%   | 339,151   | + 40,67%   |
| 2000 | 450,883     | + 19,79%   | 17,815                | + 24,04%   | 27,580                | + 20,50%   | 1,412         | + 28,60%   | 26,168          | + 20,09%   | 405,488   | + 19,56%   |
| 2001 | 479,114     | + 6,26%    | 18,111                | + 1,66%    | 28,215                | + 2,30%    | 1,481         | + 4,89%    | 26,734          | + 2,16%    | 432,788   | + 6,73%    |
| 2002 | 497,805     | + 3,90%    | 18,030                | - 0,45%    | 28,269                | + 0,19%    | 1,549         | + 4,59%    | 26,720          | - 0,05%    | 451,506   | + 4,32%    |
| 2003 | 502,713     | + 0,99%    | 17,285                | - 4,13%    | 28,812                | + 1,92%    | 1,534         | - 0,97%    | 27,278          | + 2,09%    | 456,616   | + 1,13%    |
| 2004 | 496,691     | - 1,20%    | 17,144                | - 0,82%    | 28,028                | - 2,72%    | 1,476         | - 3,78%    | 26,552          | - 2,66%    | 451,519   | - 1,12%    |
| 2005 | 517,869     | + 4,26%    | 17,707                | + 3,28%    | 30,119                | + 7,46%    | 2,066         | + 39,97%   | 28,053          | + 5,65%    | 470,043   | + 4,10%    |
| 2006 | 527,665     | + 1,89%    | 18,231                | + 2,96%    | 31,996                | + 6,23%    | 3,287         | + 59,10%   | 28,709          | + 2,34%    | 477,438   | + 1,57%    |
| 2007 | 517,582     | - 1,91%    | 18,596                | + 2,00%    | 31,773                | - 0,70%    | 3,576         | + 8,79%    | 28,197          | - 1,78%    | 467,213   | - 2,14%    |
| 2008 | 510,175     | - 1,43%    | 23,255                | + 25,05%   | 33,285                | + 4,76%    | 4,842         | + 35,40%   | 28,443          | + 0,87%    | 453,635   | - 2,91%    |
| 2009 | 476,335     | - 6,63%    | 23,098                | - 0,68%    | 32,706                | - 1,74%    | 5,652         | + 16,73%   | 27,054          | - 4,88%    | 420,531   | - 7,30%    |
| 2010 | 463,012     | - 2,80%    | 22,193                | - 3,92%    | 31,933                | - 2,36%    | 5,902         | + 4,42%    | 26,031          | - 3,78%    | 408,886   | - 2,77%    |
| 2011 | 476,777     | + 2,97%    | 22,832                | + 2,88%    | 32,992                | + 3,32%    | 6,070         | + 2,84%    | 26,922          | + 3,42%    | 420,953   | + 2,95%    |
| 2012 | 472,069     | - 0,99%    | 22,349                | - 2,12%    | 31,916                | - 3,26%    | 6,044         | - 0,42%    | 25,872          | - 3,90%    | 417,805   | - 0,75%    |
| 2013 | 466,057     | - 1,27%    | 25,602                | + 14,56%   | 30,792                | - 3,52%    | 6,528         | + 8,00%    | 24,264          | - 6,21%    | 409,662   | - 1,95%    |
| 2014 | 464,961     | - 0,24%    | 29,685                | + 15,95%   | 29,954                | - 2,72%    | 6,251         | - 4,23%    | 23,703          | - 2,31%    | 405,321   | - 1,06%    |
| 2015 | 465,201     | + 0,05%    | 30,809                | + 3,81%    | 30,645                | + 2,31%    | 6,699         | + 7,16%    | 23,946          | + 0,98%    | 403,748   | - 0,39%    |

Fuente: Memorias Anuales Renfe y OFE 2015: Fomento
Millones de viajeros-kilómetro
| Año  | Total Renfe | Diferencia | Total Larga Distancia | Diferencia | Total Media Distancia | Diferencia | MD AV (Avant) | Diferencia | MD Convencional | Diferencia | Cercanías | Diferencia |
| 1990 | 15 706,00   | %          | 8 455,00              | %          | 2 474,00              | %          | —             | %          | 2 474,00        | %          | 4 777,00  | %          |
| 1995 | 15 518,00   | - 1,20%    | 6 949,00              | - 17,81%   | 2 264,00              | - 8,49%    | 162,00        | —          | 2 102,00        | - 15,04%   | 6 305,00  | + 31,99%   |
| 2000 | 18 793,00   | + 21,10%   | 8 767,00              | + 26,16%   | 2 719,00              | + 20,10%   | 212,00        | + 30,86%   | 2 507,00        | + 19,27%   | 7 307,00  | + 15,89%   |
| 2001 | 19 427,00   | + 3,37%    | 8 846,00              | + 0,90%    | 2 823,00              | + 3,82%    | 225,00        | + 6,13%    | 2 598,00        | + 3,63%    | 7 758,00  | + 6,17%    |
| 2002 | 19 726,00   | + 1,54%    | 8 908,00              | + 0,70%    | 2 838,00              | + 0,53%    | 237,00        | + 5,33%    | 2 601,00        | + 0,12%    | 7 980,00  | + 2,86%    |
| 2003 | 19 541,00   | - 0,94%    | 8 421,00              | - 5,47%    | 2 886,00              | + 1,69%    | 232,00        | - 2,11%    | 2 654,00        | + 2,04%    | 8 234,00  | + 3,18%    |
| 2004 | 19 250,00   | - 1,49%    | 8 218,00              | - 2,41%    | 2 834,00              | - 1,80%    | 223,00        | - 3,88%    | 2 611,00        | - 1,62%    | 8 198,00  | - 0,44%    |
| 2005 | 20 044,00   | + 4,12%    | 8 353,00              | + 1,64%    | 3 068,00              | + 8,26%    | 293,00        | + 31,39%   | 2 775,00        | + 6,28%    | 8 623,00  | + 5,18%    |
| 2006 | 20 480,52   | + 2,18%    | 8 467,00              | + 1,36%    | 3 266,00              | + 6,45%    | 411,00        | + 40,27%   | 2 855,00        | + 2,88%    | 8 747,52  | + 1,44%    |
| 2007 | 20 165,98   | - 1,54%    | 8 465,00              | - 0,02%    | 3 232,85              | - 1,02%    | 430,85        | + 4,83%    | 2 802,00        | - 1,86%    | 8 468,13  | - 3,19%    |
| 2008 | 22 281,03   | + 10,49%   | 10 490,73             | + 23,93%   | 3 426,27              | + 5,98%    | 595,27        | + 38,16%   | 2 831,00        | + 1,03%    | 8 364,03  | - 1,23%    |
| 2009 | 21 895,90   | - 1,73%    | 10 788,00             | + 2,83%    | 3 376,68              | - 1,45%    | 716,68        | + 20,40%   | 2 660,00        | - 6,04%    | 7 731,22  | - 7,57%    |
| 2010 | 21 173,26   | - 3,30%    | 10 430,00             | - 3,32%    | 3 295,53              | - 2,40%    | 753,53        | + 5,14%    | 2 542,00        | - 4,44%    | 7 447,73  | - 3,67%    |
| 2011 | 21 580,91   | + 1,93%    | 10 461,71             | + 0,30%    | 3 445,20              | + 4,54%    | 769,29        | + 2,09%    | 2 675,91        | + 5,27%    | 7 674,00  | + 3,04%    |
| 2012 | 21 318,82   | - 1,21%    | 10 415,80             | - 0,44%    | 3 288,20              | - 4,56%    | 761,50        | - 1,01%    | 2 526,70        | - 5,58%    | 7 614,82  | - 0,77%    |
| 2013 | 22 562,60   | + 5,83%    | 11 946,70             | + 14,70%   | 3 152,90              | - 4,11%    | 801,00        | + 5,19%    | 2 351,90        | - 6,92%    | 7 463,00  | - 1,99%    |
| 2014 | 23 753,50   | + 5,28%    | 13 002,14             | + 8,84%    | 3 041,51              | - 3,53%    | 745,63        | - 6,95%    | 2 295,88        | - 2,36%    | 7 709,85  | + 3,25%    |
| 2015 | 24 283,90   | + 2,23%    | 13 479,38             | + 3,67%    | 3 089,65              | + 1,58%    | 797,42        | + 6,95%    | 2 292,23        | - 0,16%    | 7 714,87  | + 0,07%    |
|      |             |            |                       |            |                       |            |               |            |                 |            |           |            |

Fuente: Memorias Anuales Renfe, OFE y Anuario de Fomento para FEVE. 2015: Fomento Estadísticas homogéneas: incluye Renfe Ancho Métrico (RAM, exFEVE) todos los años.
Detalle sobre viajeros en alta velocidad de Larga Distancia y Media Distancia: Número de viajeros en alta velocidad
Número de viajeros por núcleos de Cercanías primera parte (en millones)
| Año  | Total de viajeros | Diferencia | Madrid  | Diferencia | Barcelona | Diferencia | Valencia | Diferencia | Bilbao | Diferencia | Málaga | Diferencia | Sevilla | Diferencia |
| 1995 | 339,151           | %          | 171,841 | %          | 79,160    | %          | 21,129   | %          | 23,512 | %          | 7,256  | %          | 4,399   | %          |
| 1996 | 339,892           | 0,22 %     | 180,087 | 4,80 %     | 82,312    | 3,98 %     | 21,209   | 0,38 %     | 22,446 | -4,53 %    | 6,991  | -3,65 %    | 4,699   | 6,82 %     |
| 1997 | 354,357           | 4,26 %     | 190,467 | 5,76 %     | 85,658    | 4,07 %     | 21,175   | -0,16 %    | 21,725 | -3,21 %    | 7,073  | 1,17 %     | 4,960   | 5,55 %     |
| 1998 | 378,053           | 6,69 %     | 198,202 | 4,06 %     | 88,776    | 3,64 %     | 21,973   | 3,77 %     | 21,531 | -0,89 %    | 7,246  | 2,45 %     | 5,253   | 5,91 %     |
| 1999 | 386,338           | 2,19 %     | 200,549 | 1,18 %     | 90,369    | 1,79 %     | 22,115   | 0,65 %     | 25,180 | 16,95 %    | 7,274  | 0,39 %     | 5,637   | 7,31 %     |
| 2000 | 404,447           | 4,69 %     | 212,142 | 5,78 %     | 94,347    | 4,40 %     | 22,009   | -0,48 %    | 27,229 | 8,14 %     | 7,707  | 5,95 %     | 5,537   | -1,77 %    |
| 2001 | 432,750           | 7,00 %     | 227,183 | 7,09 %     | 103,664   | 9,88 %     | 23,002   | 4,51 %     | 28,433 | 4,42 %     | 8,344  | 8,27 %     | 5,772   | 4,24 %     |
| 2002 | 450,673           | 4,14 %     | 238,076 | 4,79 %     | 112,129   | 8,17 %     | 23,060   | 0,25 %     | 26,238 | -7,72 %    | 8,490  | 1,75 %     | 5,673   | -1,72 %    |
| 2003 | 457,848           | 1,59 %     | 244,101 | 2,53 %     | 112,113   | -0,01 %    | 23,736   | 2,93 %     | 24,936 | -4,96 %    | 9,730  | 14,61 %    | 5,740   | 1,18 %     |
| 2004 | 451,519           | -1,38 %    | 238,181 | -2,43 %    | 114,715   | 2,32 %     | 23,999   | 1,11 %     | 21,998 | -11,78 %   | 9,526  | -2,10 %    | 6,061   | 5,59 %     |
| 2005 | 470,043           | 4,10 %     | 248,552 | 4,35 %     | 121,498   | 5,91 %     | 24,452   | 1,89 %     | 21,236 | -3,46 %    | 9,569  | 0,45 %     | 6,884   | 13,58 %    |
| 2006 | 477,745           | 1,64 %     | 255,790 | 2,91 %     | 122,185   | 0,57 %     |          |            |        |            |        |            |         |            |
| 2007 | 467,213           | -2,20 %    | 253,556 | -0,87 %    | 117,115   | -4,15 %    |          |            |        |            |        |            |         |            |
| 2008 | 453,635           | -2,91 %    | 245,214 | -3,29 %    | 114,388   | -2,33 %    |          |            |        |            |        |            |         |            |
| 2009 | 420,531           | -7,30 %    | 224,998 | -8,24 %    | 110,129   | -3,72 %    | 20,833   |            | 16,126 |            | 8,358  |            | 6,827   |            |
| 2010 | 408,887           | -2,77 %    | 224,642 | -0,16 %    | 103,701   | -5,84 %    | 19,291   | -7,40 %    | 14,236 | -11,72 %   | 8,737  | 4,53 %     | 6,878   | 0,75 %     |
| 2011 | 421,149           | 3,00 %     | 234,276 | 4,29 %     | 106,182   | 2,39 %     | 19,521   | 1,19 %     | 13,142 | -7,68 %    | 9,774  | 11,87 %    | 7,984   | 16,08 %    |
| 2012 | 417,881           | -0,78 %    | 231,114 | -1,35 %    | 105,918   | -0,25 %    | 19,226   | -1,51 %    | 12,862 | -2,13 %    | 9,168  | -6,20 %    | 9,055   | 13,41 %    |
| 2013 | 409,670           | -1,96 %    | 230,263 | -0,37 %    | 105,089   | -0,78 %    | 18,161   | -5,54 %    | 10,719 | -16,66 %   | 9,578  | 4,47 %     | 7,642   | -15,60 %   |
| 2014 | 405,321           | -1,06 %    | 229,101 | -0,51 %    | 105,152   | 0,06 %     | 17,083   | -5,94 %    | 10,092 | -5,85 %    | 9,598  | 0,21 %     | 7,660   | 0,24 %     |
| 2015 | 403,748           | -0,39 %    | 227,804 | -0,57 %    | 106,610   | 1,39 %     |          |            |        |            |        |            |         |            |
|      |                   |            |         |            |           |            |          |            |        |            |        |            |         |            |

Número de viajeros por núcleos de Cercanías segunda parte (en millones)
| Año  | Asturias | Diferencia | Cádiz | Diferencia | Guipúzcoa | Diferencia | Alicante/Murcia | Diferencia | Cantabria | Diferencia | Zaragoza | Diferencia | FEVE/RAM | Diferencia |
| 1995 | 6,286    | %          | 2,326 | %          |           | %          |                 | %          |           | %          |          | %          | 10,500   | %          |
| 1996 | 6,667    | 6,06 %     | 2,577 | 10,79 %    |           |            |                 |            |           |            |          |            |          |            |
| 1997 | 7,246    | 8,68 %     | 2,855 | 10,79 %    |           |            |                 |            |           |            |          |            |          |            |
| 1998 | 7,522    | 3,81 %     | 3,083 | 7,99 %     |           |            |                 |            |           |            |          |            | 11,400   |            |
| 1999 | 7,975    | 6,02 %     | 3,056 | -0,88 %    |           |            |                 |            |           |            |          |            | 11,300   | -0,88 %    |
| 2000 | 8,202    | 2,85 %     | 2,731 | -10,63 %   |           |            |                 |            |           |            |          |            | 11,600   | 2,65 %     |
| 2001 | 8,795    | 7,23 %     | 2,389 | -12,52 %   |           |            |                 |            |           |            |          |            | 11,800   | 1,72 %     |
| 2002 | 8,827    | 0,36 %     | 2,866 | 19,97 %    |           |            |                 |            |           |            |          |            | 11,900   | 0,85 %     |
| 2003 | 8,689    | -1,56 %    | 3,312 | 15,56 %    |           |            |                 |            |           |            |          |            | 11,800   | -0,84 %    |
| 2004 | 8,330    | -4,13 %    | 3,499 | 5,65 %     |           |            |                 |            |           |            |          |            | 11,773   | -0,23 %    |
| 2005 | 8,454    | 1,49 %     | 3,595 | 2,74 %     |           |            |                 |            |           |            |          |            | 11,952   | 1,52 %     |
| 2006 |          |            |       |            |           |            |                 |            |           |            |          |            | 10,856   | -9,17 %    |
| 2007 |          |            |       |            |           |            |                 |            |           |            |          |            | 10,540   | -2,91 %    |
| 2008 |          |            |       |            |           |            |                 |            |           |            |          |            | 9,966    | -5,45 %    |
| 2009 | 7,469    |            | 2,967 |            | 7,528     |            | 4,624           |            | 1,159     |            | 0,281    |            | 9,233    | -7,36 %    |
| 2010 | 6,699    | -10,31 %   | 2,951 | -0,54 %    | 7,295     | -3,10 %    | 4,302           | -6,96 %    | 1,056     | -8,89 %    | 0,252    | -10,32 %   | 8,846    | -4,19 %    |
| 2011 | 6,256    | -6,61 %    | 3,170 | 7,42 %     | 7,148     | -2,02 %    | 4,351           | 1,14 %     | 1,035     | -1,99 %    | 0,238    | -5,56 %    | 8,471    | -4,25 %    |
| 2012 | 6,009    | -3,95 %    | 3,446 | 8,71 %     | 6,986     | -2,27 %    | 4,675           | 7,45 %     | 1,034     | -0,10 %    | 0,343    | 44,12 %    | 8,046    | -5,02 %    |
| 2013 | 5,619    | -6,49 %    | 2,980 | -13,52 %   | 6,672     | -4,49 %    | 4,167           | -10,87 %   | 0,860     | -16,83 %   | 0,367    | 7,00 %     | 7,554    | -6,11 %    |
| 2014 | 5,164    | -8,10 %    | 2,915 | -2,18 %    | 6,262     | -6,15 %    | 3,859           | -7,39 %    | 0,720     | -16,28 %   | 0,298    | -18,80 %   | 7,418    | -1,80 %    |
| 2015 |          |            |       |            |           |            |                 |            |           |            | 0,292    | -1,98 %    | 7,112    | -4,12 %    |
|      |          |            |       |            |           |            |                 |            |           |            |          |            |          |            |

Fuentes: 1995/2005: Boletín estadístico del Ministerio de Fomento. Renfe 2009/2014 Observatorio del FC 2014 2006/2015: Fomento
Zaragoza no incluye Viajeros de Cercanías en trenes de Media Distancia

## Servicios ferroviarios

Red completa de ferrocarriles en España.
Líneas de ancho UIC
Líneas de ancho ibérico
Líneas de ancho métrico

Tradicionalmente y desde su refundación, Renfe ha separado completamente sus servicios de media distancia y los de larga distancia, en la terminología de la compañía, además de los de cercanías. En la actualidad, la división es más flexible, pues existen servicios con enlace entre trenes con recorridos de distintas longitudes.

### Larga distancia
Las líneas interurbanas de larga distancia son servicios no subvencionados, que pueden incluir grandes prestaciones a bordo como cafetería, clase preferente, restauración en asiento o la emisión de películas. El nombre de cada uno de los servicios indica normalmente las prestaciones y el tipo de tren, aunque a veces existen diferencias dentro de servicios con el mismo nombre.

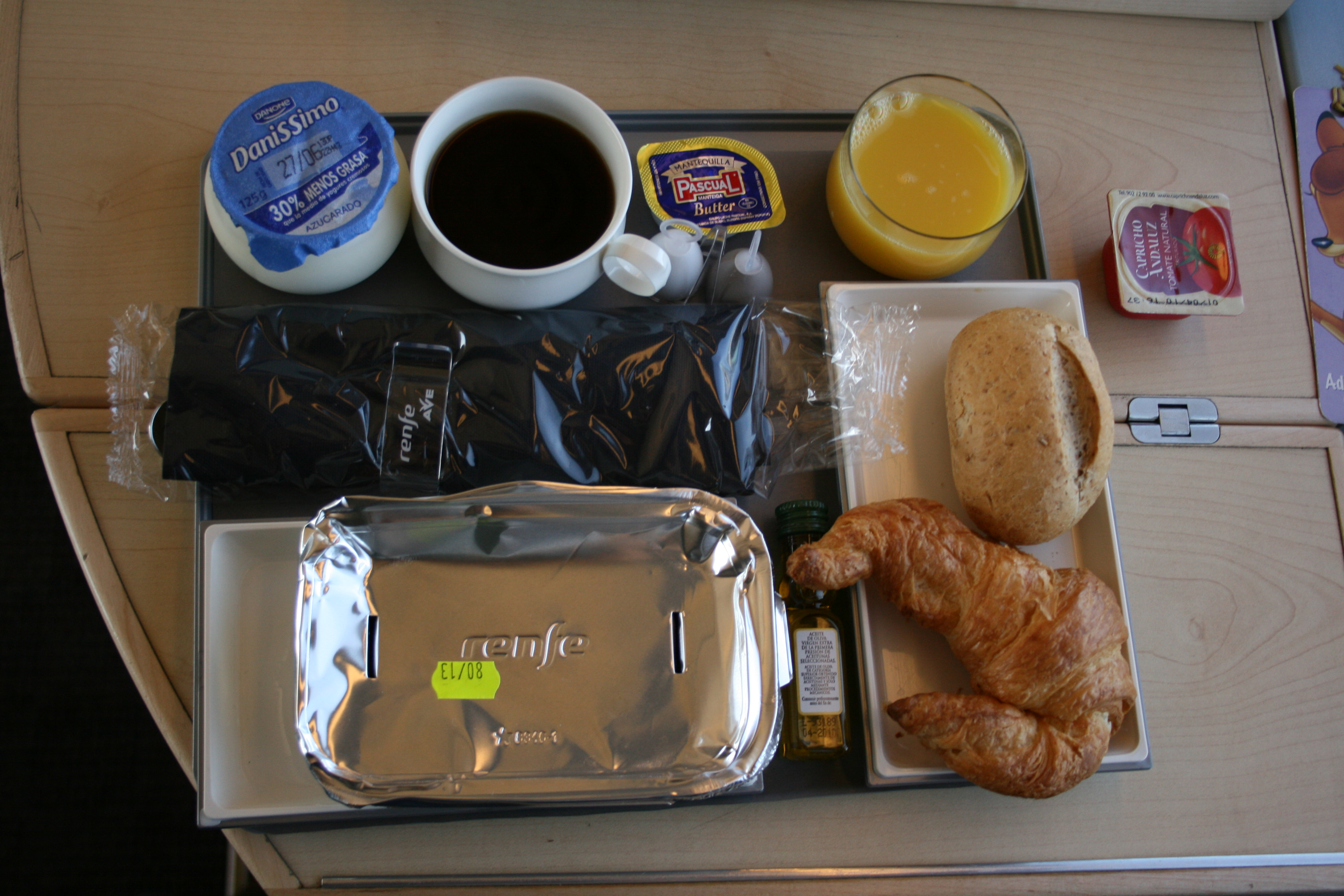
Restauración en asiento en un tren AVE

Los servicios que prestan servicios de larga distancia circulan en parte o en la totalidad de su recorrido por líneas aptas para la alta velocidad, siendo capaces de cambiar de anchos fácilmente incluso sin detenerse. 
Actualmente, se prestan servicios bajo las marcas AVE, Avlo, Alvia, Euromed e Intercity. 

### Media distancia
La división comercial Renfe Media Distancia gestiona líneas que pueden recibir subvenciones, tanto particularmente a cada línea generalmente por parte de los gobiernos autonómicos, como globalmente a través de un acuerdo con el gobierno estatal conocido como contrato-programa. La mayoría de servicios tienen prestaciones parecidas, con clase única sin cafetería a bordo y con la posibilidad de utilizar bicicletas.
Actualmente, se prestan servicios bajo las marcas MD, Avant, Regional, Regional Exprés y Proximidad.
|                                  | Larga Distancia | Larga Distancia | Larga Distancia | Larga Distancia | Media Distancia | Media Distancia | Media Distancia       | Media Distancia |
| AVE                              | Avlo            | Alvia / Euromed | Intercity       | Avant           | MD              | Regional Exp.   | Regional / Proximidad |                 |
| -------------------------------- | --------------- | --------------- | --------------- | --------------- | --------------- | --------------- | --------------------- | --------------- |
| Cafetería y prestaciones Confort | Sí              | No              | Sí              | No              | Sí              | Sí              | No                    | No              |
| Velocidad máxima                 | 310 km/h        | 300 km/h        | 250 km/h        | 250 km/h        | 250 km/h        | 160 km/h        | 160 km/h              | 160 km/h        |
| Número de paradas intermedias    | Pocas           | Muchas          | Medio           | Muchas          | Pocas           | Muchas          | Pocas                 | Muchas          |
| Precio                           | Alto            | Bajo            | Alto            | Bajo            | Alto            | Bajo            | Bajo                  | Bajo            |

### Cercanías

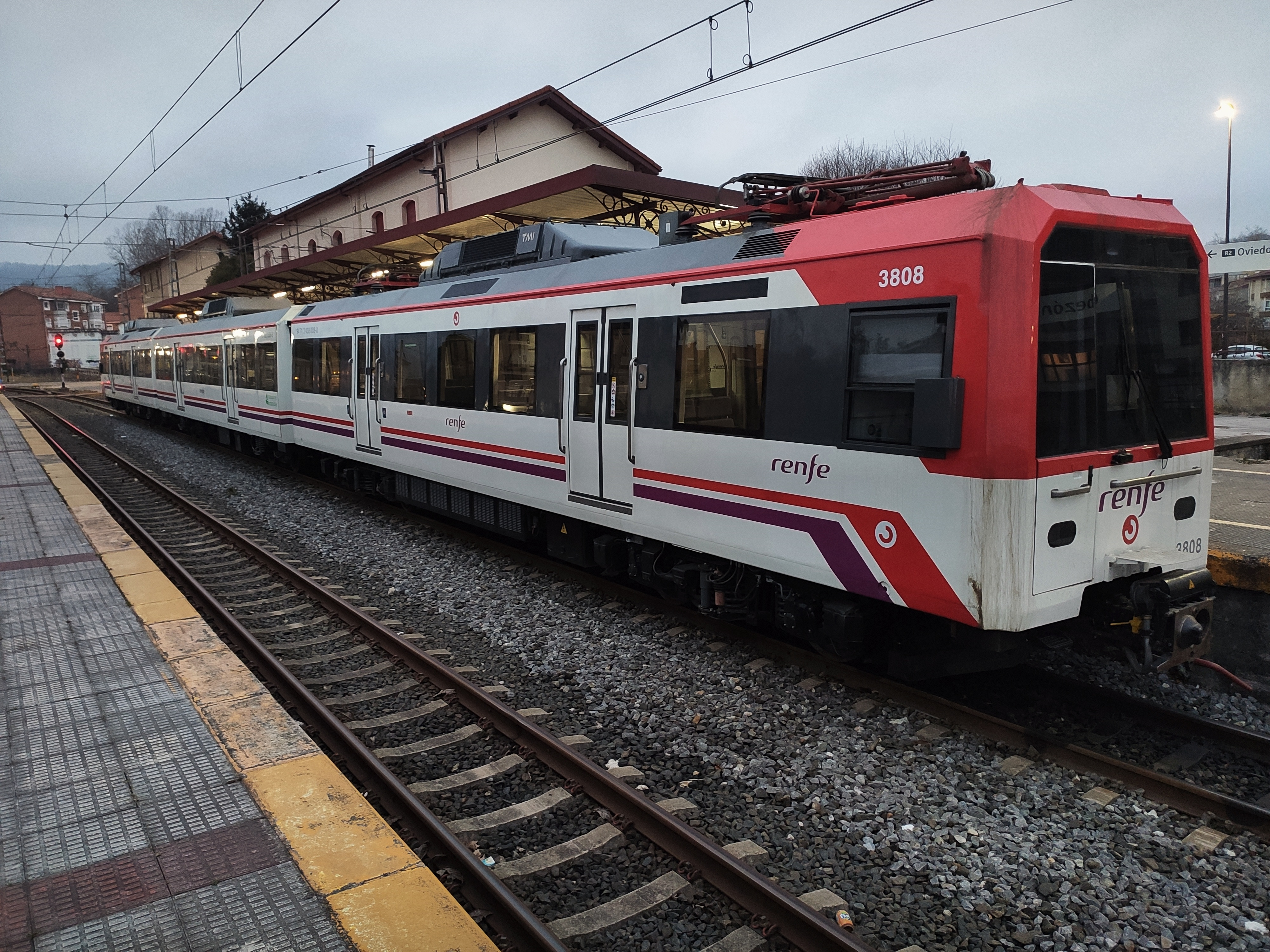
Un tren de cercanías de Renfe Cercanías AM, de vía estrecha, en Cantabria

Renfe es el principal gestor de redes de cercanías en España. Dichos servicios son siempre subvencionados, y se ofrecen en las grandes áreas metropolitanas del país, ocasionalmente junto con distintos operadores públicos autonómicos de ciertas comunidades autónomas. Dichas redes son operadas por Renfe Cercanías.

### Trenes turísticos
Renfe Viajeros opera numerosos trenes turísticos, entre los que se encuentran cuatro de lujo: El Transcantábrico Gran Lujo, el Costa Verde Express, el Tren Al-Ándalus y el Expreso de La Robla.

## Flota
La flota se encuentra completamente dividida según las secciones. Son escasos los trenes que realizan servicios en una sección diferente a aquella para la que fueron concebidos.

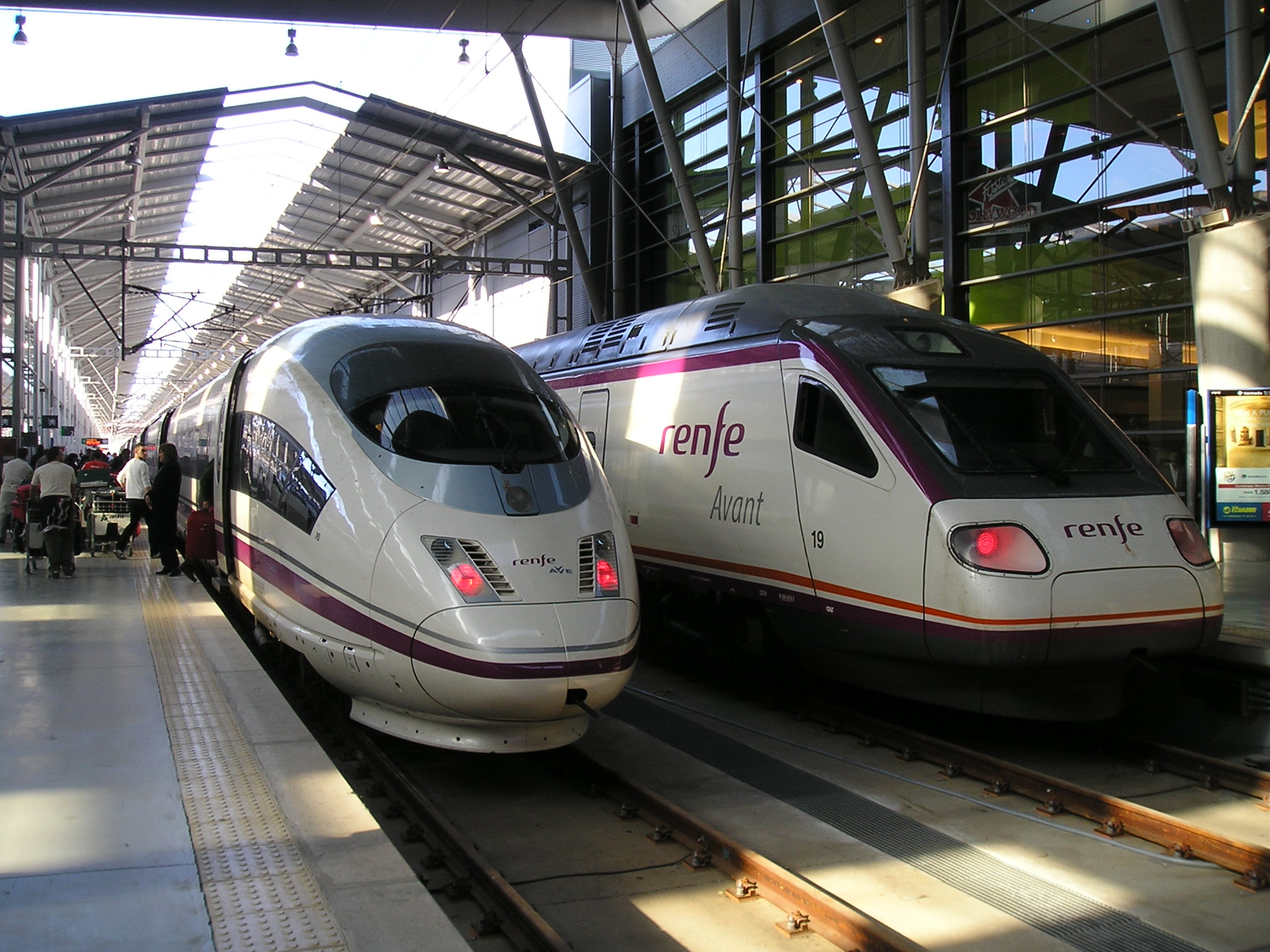
Tren AVE de la serie 103 y Avant de la serie 104, estacionados en Málaga

### Alta Velocidad
Los trenes que disponen exclusivamente de un ancho de 1.435 mm solo pueden circular por las líneas de alta velocidad. Es el caso de la serie 100, adquirida en 1992 para la inauguración del Nuevo Acceso Ferroviario a Andalucía, y de las series 102, 103 y 112. La serie 106 dispone de intercambiador de ancho convirtiéndolo en el primer tren de alta velocidad con cambio de ancho.

### Larga Distancia

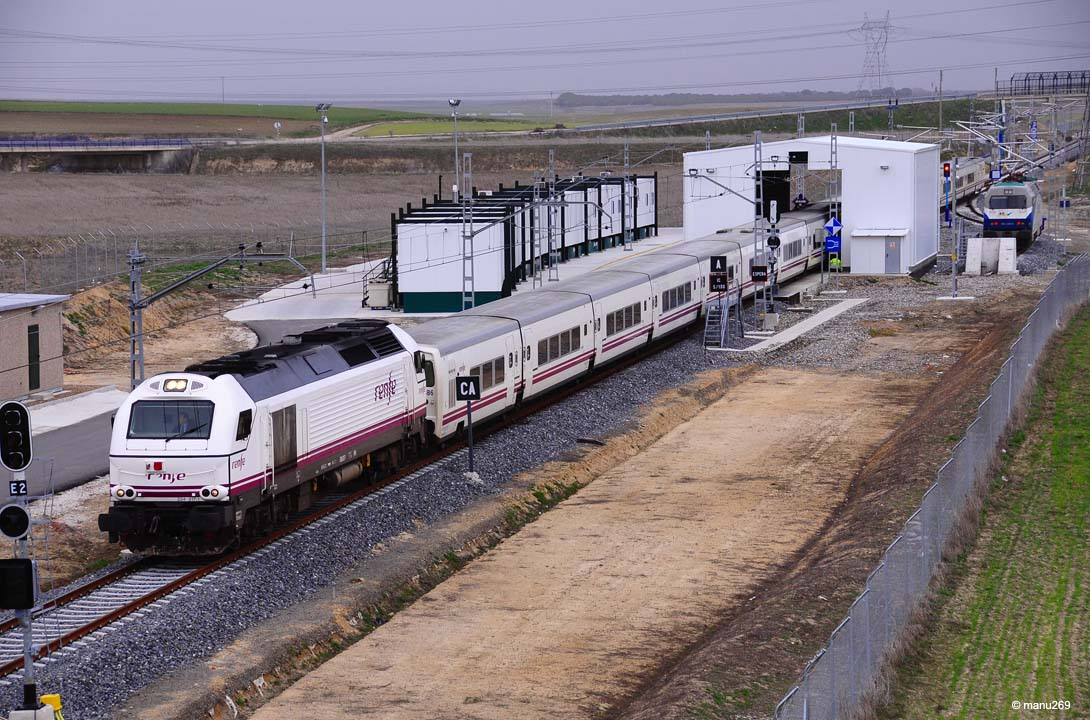
Maniobras de paso de una rama Talgo por un cambiador de ancho

La flota de Larga Distancia se encuentra muy influenciada por el hecho de que España disponga de dos anchos de vía. Se compone principalmente de automotores, y algunos trenes Talgo remolcados, estando ya extinguidos los trenes tradicionales compuestos por la unión de varios coches.
Los primeros trenes en utilizar cambio de ancho fueron las ramas Talgo. Como las locomotoras existentes no disponen de cambio de ancho, es necesario realizar una maniobra en la que la rama pasa aislada por el cambiador. Para evitar la pérdida de tiempo de estas maniobras, Renfe adquirió automotores que permiten el paso continuo por los cambiadores: la serie 120 y la serie 130. Algunas ramas de la serie 130 fueron modificadas para incorporarles un motor diésel y poder circular por líneas no electrificadas, formando una nueva serie, la serie 730.
Las locomotoras utilizadas para arrastrar las ramas Talgo son de las series 252 (eléctrica) y 334 (diésel) bajo la denominación Intercity.

### Media Distancia

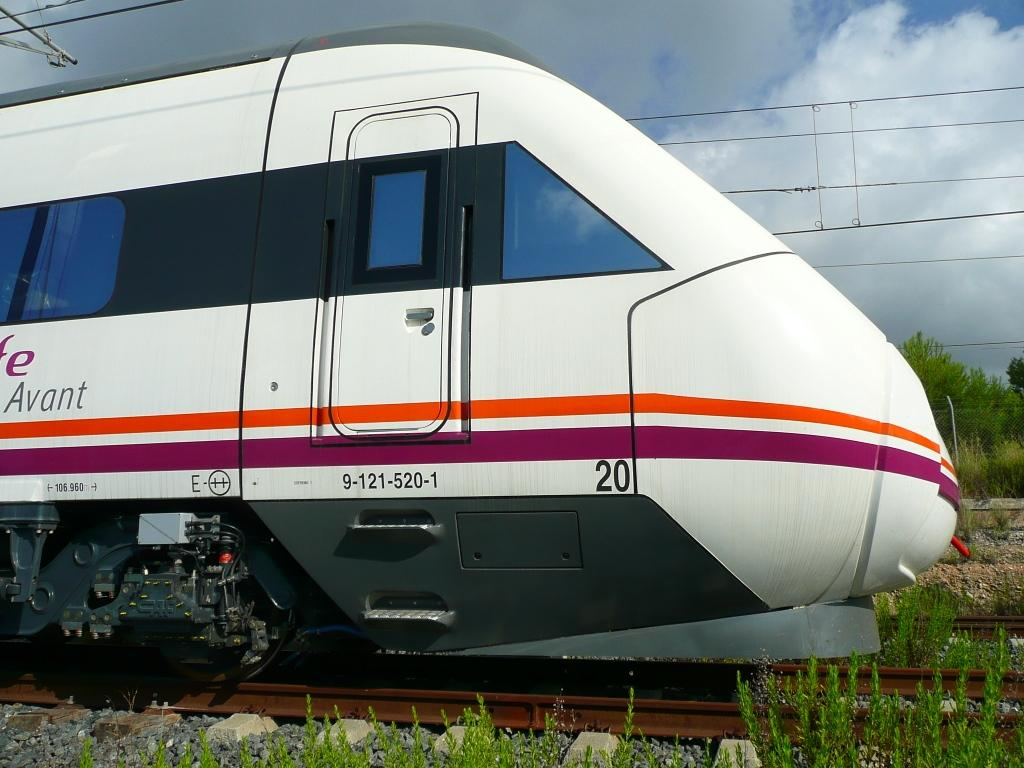
Tren de Media Distancia de la serie 121, capaz de circular por líneas de alta velocidad.

Todos los trenes utilizados son automotores. Las series 104 y 114 son de ancho internacional y por lo tanto restringidas a líneas de alta velocidad, mientras que la 121 circula por ambos tipos de línea.
Los trenes eléctricos utilizados en las líneas convencionales son de las series 447, 448, 449 y 470, mientras que los diésel pertenecen a las series 592, 594, 598 y 599. En un futuro, también volverán a circular los trenes de tracción eléctrica de la serie 490, tras un anuncio de Renfe en un comunicado oficial.

### Cercanías
Las unidades utilizadas pertenecen a las series 470 (únicamente Cercanías Cantabria y, de forma ocasional, Cercanías Zaragoza), 446 (Guipúzcoa, Vizcaya, Madrid y Sevilla), 447 (Rodalies de Cataluña, Guipúzcoa, Cantabria y Valencia), 450 (únicamente Cercanías Madrid y Rodalies de Cataluña), 451 (únicamente Rodalies de Cataluña) y 463/464/465 (Asturias, Rodalies de Cataluña, Zaragoza, Madrid, Valencia, Sevilla, Málaga y Cádiz), además de las diésel 592 (Valencia y Alicante/Murcia) y 598 (Sevilla), siendo estas últimas generalmente utilizadas para las líneas no electrificadas.

### Mercancías
Renfe dispone de numerosos vagones destinados a todo tipo de transporte: intermodal, automóviles, graneles, siderúrgicos, multiproducto... del mismo modo que también proporciona tracción a vagones de terceros. Para remolcar todos estos trenes se utilizan locomotoras de las series, 333/333.3 para líneas no electrificadas, 251, la serie 253, y recientemente la serie serie 256. Renfe Mercancías dispone también de 9 locomotoras 252 remodeladas a mercancías para los trayectos internacionales Barcelona-Perpiñán usando la LAV Madrid-Zaragoza-Barcelona-Frontera Francesa. También tiene pedidas 12 locomotoras de la serie 256 a Stadler, pero en Ancho UIC para el corredor Mediterráneo entre Barcelona y Valencia.

### Vía estrecha
En vía estrecha Renfe dispone de locomotoras de las series 315, 619 y 1600, automotores diésel de las series 524, 526, 527, 529 y trenes eléctricos de las series 3300, 3500, 3600 y 3800, así como la nueva familia de series CAF para Cercanías AM (412, 413 y 714) y los alpinos de la C-9 de Madrid, que reemplazan a la retirada Serie 442. Renfe también posee coches de pasajeros turísticos, de lujo y de gran lujo.
Todo el material de vía estrecha proviene de FEVE y utilizó la librea de la desaparecida compañía en lugar de los de Renfe, con ligeras adaptaciones, hasta 2024, cuando la mayoría de la flota pasó a la librea roja y morada de Renfe Cercanías y MD.

## Tarifas
En los servicios subvencionados (la Media Distancia y Cercanías), se utiliza una tarificación fija, que depende de diversos factores y está establecida por el Estado (salvo en los servicios internos de Cataluña, cuya tarifa establece la Generalitat de Cataluña).
En los servicios liberalizados se utilizan precios dinámicos en función de diversos factores (por ejemplo: la demanda) a través del llamado sistema "Revenue Management".

## Cifras
En 2018 Renfe tuvo 24 650 empleados, con unos ingresos de 2 513 000 000 euros, de los que provienen en venta de billetes 1 086 237 000 euros en Larga Distancia y 618 809 000 euro en Media Distancia y Cercanías. El aprovechamiento medio de las plazas ofertadas fue del 41,1 %, 59,6 % en Larga Distancia y 31,5% en Media Distancia y Cercanías.
En mercancías, el aprovechamiento es del 39,1 %. Se transportaron 16 100 000 toneladas de mercancías, con una tasa de 7417,3 toneladas-kilómetro netas.

## Liberalización

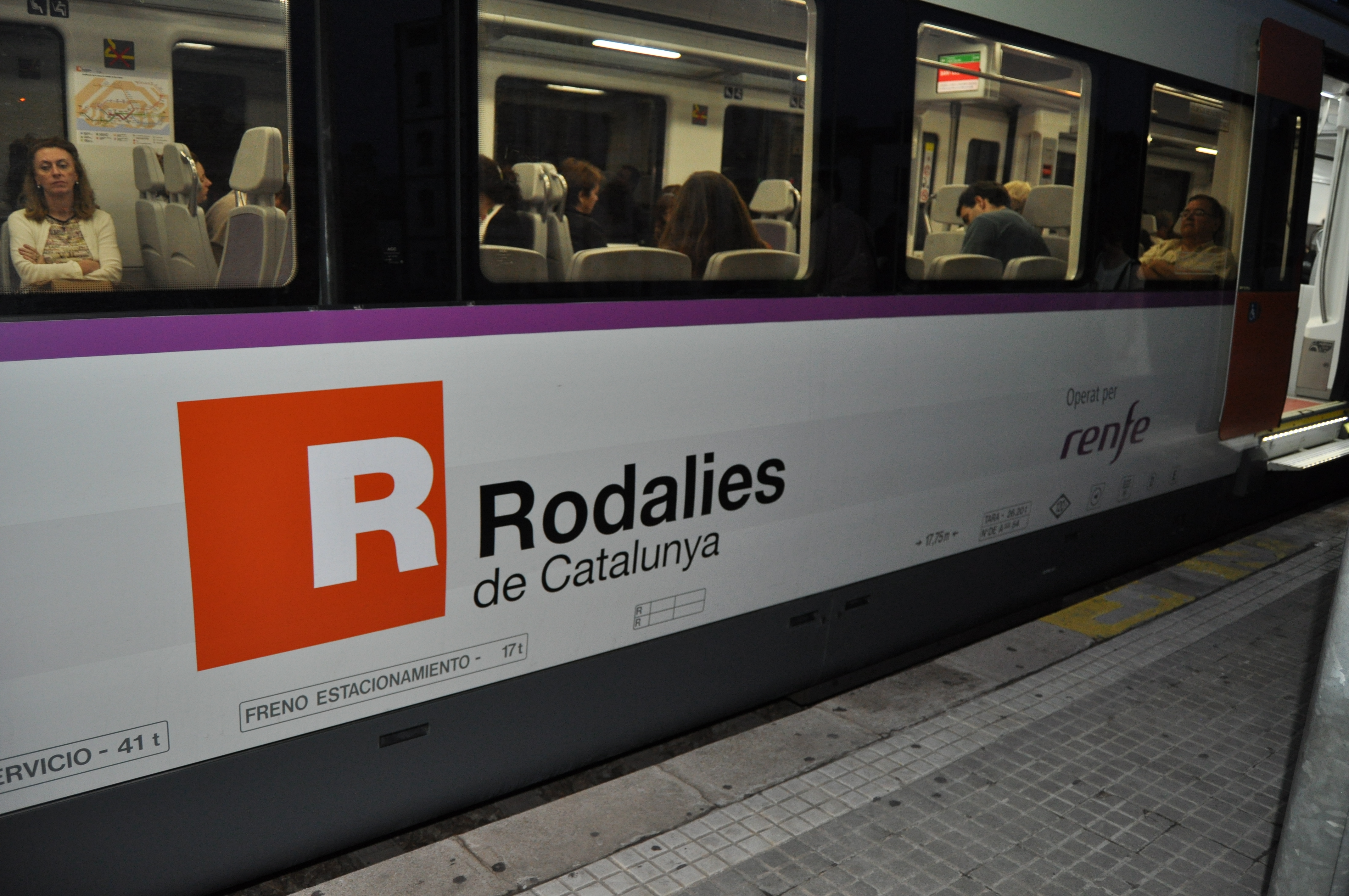
Tren Rodalies de Catalunya operado por Renfe Operadora

La Ley del Sector Ferroviario obliga a que la Red Ferroviaria de Interés General (RFIG) sea abierta a cualquier operador en régimen de competencia. La liberalización en mercancías se produjo en 2005, y de forma efectiva en 2006, cuando se concedió el primer certificado de seguridad para operar trenes de mercancías a una empresa privada, Continental Rail. Desde entonces son varias las operadoras privadas de mercancías que operan en España con normalidad.
En viajeros la liberalización se produjo en trenes internacionales en 2010. En trenes turísticos se produjo el 31 de julio de 2013. La liberalización completa, permitiendo la entrada de cualquier operador en cualquier línea, se produjo en 2020.
El proceso de liberalización, también puede incluir la cesión de algunos servicios y redes a las comunidades autónomas. En este sentido la línea Lérida-Puebla de Segur y Rodalies de Catalunya fueron transferidas a la Generalidad de Cataluña, concediendo la explotación a la propia Renfe.

## Financiación
Desde 1954, y tras la extinción de la RENFE y la creación de Renfe Operadora, el Estado cubría el déficit que se producía al explotar líneas deficitarias. Desde 2010, y debido a la normativa europea, no es posible subvencionar el transporte ferroviario completo, sino tan solo las líneas que realizan un servicio público. Desde entonces la sección de Larga Distancia se mantienen exclusivamente a través de los ingresos por venta de billetes, mientras que las líneas de Media Distancia y Cercanías mantienen las subvenciones que cubren sus posibles pérdidas.
En ocasiones, la patronal del transporte por carretera ha denunciado la posible competencia desleal que provocan este tipo de subvenciones.
En junio de 2012, tras la aprobación del Real Decreto-ley 22/2012, de 20 de julio, el Ministerio de Fomento anunció la eliminación de 52 líneas regionales de media distancia, siendo algunas de estas sustituidas por líneas de autobús. Además, también se eliminaron los servicios de Elipsos, Lusitania Expreso, Surexpreso y Talgo Mare Nostrum.